# Michał Staszczak (rzeźbiarz)
Michał Staszczak (ur. 8 listopada 1979 we Wrocławiu) – polski rzeźbiarz, pracownik naukowy Akademii Sztuk Pięknych we Wrocławiu

## Wykształcenie
Studia w Akademii Sztuk Pięknych we Wrocławiu w Katedrze Rzeźby ukończył dyplomem w roku 2005. W 2012 roku uzyskał stopień doktora. Przez wiele lat współpracował z prof. Jackiem Dworskim.

## Twórczość
Michał Staszczak tworzy rzeźby i płaskorzeźby metodą asamblażu, często wykorzystuje przedmioty znalezione. Jego prace są zwykle odlewami z brązu, aluminium lub żeliwa. Autor statuetki Wrocławskiej Nagrody Poetyckiej Silesius oraz Nagrody Prezydenta Miasta Wrocławia.
Jest konstruktorem plenerowych pieców do wytopu metali. Organizuje pokazy i warsztaty odlewnictwa artystycznego. Od 2007 roku jest współorganizatorem wrocławskiego Festiwalu Wysokich Temperatur.
Za wybitne osiągnięcia został uhonorowany Stypendium Ministra Kultury, Stypendium Samorządu Wrocławia w Dziedzinie Kultury i Sztuki dla Młodych, Utalentowanych Wrocławian oraz Stypendium Zarządu Województwa Dolnośląskiego. W 2012 otrzymał Nagrodę Związku Polskich Artystów Plastyków za wystawę "Imaginaria - metamorfozy codzienności".

## Wystawy indywidualne
| 2013 | Gdzieś, kiedyś, Muzeum Edyty Stein, Lubliniec Presje, Galeria Sztuki Współczesnej, Włocławek Michał Staszczak - rzeźba, Hol Banku WBK, Plac Kościuszki 7/8 Wrocław                                        |
| 2012 | Jednocześnie, Galeria Wieża Ciśnień, Konin Imaginaria - metamorfozy codzienności (wystawa towarzysząca zamknięciu przewodu doktorskiego), Galeria Postument, ASP Wrocław                                  |
| 2011 | Artefakty, Galeria Sztuki w Legnicy Nieskończone, Muzeum ASP, Wrocław Nadpisane, Galeria BOK-MCC, Bolesławiec                                                                                             |
| 2010 | Otwarcie przewodu doktorskiego, Galeria Postument, ASP Wrocław Wieloświaty, Galeria Zamek, Wrocław Imaginaria, Galeria Miejska MpiK, Gliwice Metamorfozy codzienności, Galeria Sztuki Współczesnej, Opole |